# Backdraft (soundtrack)
Backdraft is de soundtrack van de film met dezelfde naam die werd gecomponeerd door Hans Zimmer. Het album werd op 16 mei 1991 uitgebracht door Milan Records.
Zimmer gebruikte voornamelijk een orkest voor het maken van de soundtrack voor de film over brandweerlieden uit Chicago. Hierbij was hij regelmatig aanwezig op de set om te zien wat het leven van een brandweerman inhoud, en dus zo ideeën te creëren voor de filmmuziek. Het orkest stond onder leiding van Shirley Walker. Muzikant Tom Boyd was te horen als hobo solist. De filmmuziek werd afgemixt door George Martin. Ook andere muziek werd in de film gebruikt. Zo werden er ook twee nummers van Bruce Hornsby opgenomen in de tracklist op het album. Deze twee nummers schreef Hornsby zelf, en ook produceerde hij ze. In 2005 werd er van het soundtrackalbum nog een speciale editie (Silver Screen Edition) uitgebracht met een bonustrack. Het nummer "Fighting 17th" wordt vaak vermeld als beste track.

## Nummers
| Nr. | Titel                                                                     | Duur |
| --- | ------------------------------------------------------------------------- | ---- |
| 1   | Set Me In Motion - Bruce Hornsby & The Range                              | 5:20 |
| 2   | Fighting 17th                                                             | 4:26 |
| 3   | Brothers                                                                  | 3:32 |
| 4   | The Arsonist's Waltz                                                      | 1:38 |
| 5   | 335                                                                       | 3:02 |
| 6   | Burn It All                                                               | 5:19 |
| 7   | You Go, We Go                                                             | 5:11 |
| 8   | Fahrenheit 451                                                            | 2:59 |
| 9   | Show Me Your Firetruck                                                    | 3:31 |
| 10  | The Show Goes On - Bruce Hornsby & The Range                              | 7:32 |
| 11  | Bonus Track: Exclusive Interview With Hans Zimmer (Silver Screen Edition) | 7:33 |